# .int
.int é um domínio de topo patrocinado (sTLD) usado nos DNS's da internet. Sua nomenclatura deriva da palavra internacional, caracterizando seu uso por organizações internacionais baseadas em tratados. O domínio foi utilizado pela primeira vez pela OTAN, que anteriormente usava o domínio de topo nato.
De acordo com a regulamentação da IANA, com base na RFC 1591, o sTLD int é reservado para as organizações baseadas em tratados internacionais, para as agências das Nações Unidas e para as organizações ou entidades que possuam status de observador pela ONU. O domínio de topo int possui os mais rigorosos requisitos de todos os TLDs, uma vez que implica que o seu titular é um sujeito de direito internacional. Por esta razão, exige-se que qualquer instituição que queira requirir este domínio prove ser uma organização baseada em tratados internacionais, fornecendo seu número de registro na ONU. A instituição deve possuir também um estatuto legal independente.

## Utilização
Em junho de 2012, o domínio de topo int possuía 166 domínios.
O domínio eu.int foi utilizado pelas instituições filiadas à União Europeia até 2006 quando, em 9 de maio (Dia da Europa), estas instituições migraram para o TLD .eu. No entanto, todos os endereços eu.int continuaram a ser acessíveis por um período transitório de aproximadamente um ano. Em 2012, o Banco Central Europeu continuava a utilizar o domínio ecb.int juntamente com o ecb.eu, sendo o .int usado para serviços de e-mail.
A Convenção de Estocolmo sobre Poluentes Orgânicos Persistentes (POPs) teve seu pedido inicial de autorização para usar um domínio int negado com a justificativa de que a convenção não é explicitamente uma entidade de direito internacional. No entanto, a convenção apelou ao Comitê de Reconsideração da IANA e conseguiu obter um domínio (pops.int), alegando que outras convenções que também carecem desta explicitude possuíam um domínio int. A IANA concedeu o domínio após o comitê ter determinado que a organização caracterizava-se como baseada em um tratado internacional uma vez que, apesar da falta de documentação legal e de o referido tratado ainda não estar em vigor, a entidade cumpria com a exigência de possuir uma personalidade jurídica internacional independente. Porém, esta decisão estava sujeita à condição de ser revista caso o tratado não entrasse em vigor no prazo de quatro anos após a concessão do domínio.
Além disso, o domínio int historicamente foi usado por bancos de dados de infraestrutura da Internet. O domínio arpa estava programado para ser movido para o domínio int, mas em 2000, a Internet Architecture Board recomendou que não fossem adicionados novos bancos de dados de infra-estrutura ao domínio int e que o domínio arpa deveria manter esta função. A única função técnica remanescente do domínio int foi a tradução de endereços IPv6 reversos na zona ip6.int. No entanto, esta zona foi oficialmente removida em 6 de junho de 2006 e substituída por ip6.arpa, também administrada pela IANA.

### Domínios antigos
Vários domínios int foram concedidos antes da aplicação de diretrizes mais rígidas. Por exemplo, a organização Young Men's Christian Association (YMCA) obteve um domínio int no início da década de 1990. No entanto, mesmo não cumprindo os critérios atuais (mais rígidos), esta e outras organizações, como a The Phone Company, não tiveram seus domínios removidos pela IANA.